# Benoît Costil
Benoît Guy Robert Costil (sinh ngày 3 tháng 7 năm 1987) là một cầu thủ bóng đá chuyên nghiệp người Pháp hiện tại đang thi đấu ở vị trí thủ môn cho câu lạc bộ Salernitana tại Serie A.
Costil đã từng đại diện cho Pháp ở cấp độ U-21 và đội tuyển quốc gia. Anh từng tham dự Giải vô địch bóng đá châu Âu 2016, cùng năm với trận ra mắt quốc tế của mình. Costil giành được danh hiệu UEFA Nations League 2020–21 cùng với đội bóng.

## Sự nghiệp thi đấu

### Đầu sự nghiệp
Sinh ra tại Caen, Costil bắt đầu sự nghiệp của mình tại câu lạc bộ Caen  nhưng chỉ có 10 lần ra sân cho câu lạc bộ trước khi được cho mượn tại Vannes trong mùa giải 2008–09.
Vào ngày 17 tháng 6 năm 2009, Sedan thông báo việc ký hợp đồng với Costil cho đến tháng 6 năm 2011. Trong hai năm thi đấu cho Sedan, anh ra sân 76 lần và được bầu là thủ môn xuất sắc nhất Ligue 2 mùa giải 2010–11.

### Rennes
Vào ngày 14 tháng 6 năm 2011, anh ký bản hợp đồng 3 năm với câu lạc bộ Rennes sau khi hợp đồng với Sedan hết hạn. Điều này có nghĩa rằng anh đã trở lại Ligue 1 lần đầu tiên kể từ câu lạc bộ Caen.

### Bordeaux
Năm 2017, Costil gia nhập câu lạc bộ Bordeaux. Vào tháng 7 năm 2019, anh gia hạn hợp đồng đến năm 2022 và được bầu làm đội trưởng. Tuy nhiên, sau khi ký hợp đồng với Laurent Koscielny, anh chuyển xuống làm đội phó. Năm 2022, Costil xác nhận rời Bordeaux.

### Auxerre
Vào ngày 16 tháng 7 năm 2022, tân binh Auxerre của Ligue 1 đã thông báo về việc ký hợp đồng miễn phí với Costil theo bản hợp đồng kéo dài 1 năm.

### Lille
Vào ngày 27 tháng 1 năm 2023, sau khi kết thúc hợp đồng 6 tháng với Auxerre, anh gia nhập câu lạc bộ Lille theo bản hợp đồng có thời hạn đến cuối mùa giải.

### Salernitana
Kể từ khi chuyển đến câu lạc bộ mới, anh chưa chơi một trận nào cho Lille trên mọi đấu trường. Anh rời câu lạc bộ vào tháng 7 năm 2023 và ký hợp đồng với Salernitana tại Serie A.

## Sự nghiệp quốc tế
Costil từng đại diện cho đội tuyển U-21 Pháp tại Toulon Tournament 2008.
Vào ngày 6 tháng 11 năm 2014, Costil được gọi lên Đội tuyển bóng đá quốc gia Pháp bởi huấn luyện viên Didier Deschamps chuẩn bị cho các trận giao hữu gặp Albania và Thụy Điển.
Vào ngày 12 tháng 5 năm 2016, Costil được gọi tham dự Giải vô địch bóng đá châu Âu 2016 với tư cách là thủ môn số 3, sau đội trưởng Hugo Lloris và Steve Mandanda. Pháp giành ngôi á quân sau khi thua Bồ Đào Nha 0–1 ở trận chung kết, nhưng anh không ra sân lần nào tại giải đấu.
Anh ra mắt quốc tế vào ngày 15 tháng 11, trong trận gặp Bờ Biển Ngà, chơi cả trận, đồng thời giúp đội cầm hòa 0–0 trên sân nhà. Qua đó, anh giữ sạch lưới trận quốc tế đầu tiên.
Vào ngày 17 tháng 5 năm 2018, anh có tên trong danh sách sơ bộ 35 cầu thủ của đội tuyển Pháp tham dự Giải vô địch bóng đá thế giới 2018 ở Nga cùng với Anthony Martial, nhưng không lọt vào danh sách 23 cầu thủ chính thức.
Vào tháng 9 năm 2018, sau chấn thương của Steve Mandanda, Deschamps triệu tập Costil vào các trận đấu của đội tuyển quốc gia với Đức và Hà Lan ở UEFA Nations League.
Vào tháng 10 năm 2021, anh giành được danh hiệu UEFA Nations League cùng đội tuyển quốc gia.

## Thống kê sự nghiệp

### Quốc tế
Tính đến 15 tháng 11 năm 2016
| Đội tuyển quốc gia | Năm       | Trận | Bàn |
| ------------------ | --------- | ---- | --- |
| Pháp               | 2016      | 1    | 0   |
| Tổng cộng          | Tổng cộng | 1    | 0   |

## Danh hiệu
Pháp
- Á quân Giải vô địch bóng đá châu Âu: 2016[19]
- UEFA Nations League: 2020–21[20]